# Altonaer Fußball-Club von 1893
L'Altonaer FC von 1893 e. V., o semplicemente Altona 93, è una società polisportiva tedesca di Altona, un distretto di Amburgo. Sono presenti, oltre al calcio, sezioni di pallamano, karate, tennis tavolo, pallavolo.
La squadra calcistica milita in Oberliga, la quinta serie del campionato tedesco.

## Storia
Il club fu fondato come Altonaer Cricketclub il 29 luglio 1893 da un gruppo di studenti interessati al calcio, malgrado esso fosse ancora uno sport tutt'altro che diffuso. Nel 1894 cambiò nome prima in Altonaer Fußball und Cricket Club, poi in Altonaer Fußball Club.
Sempre nello stesso anno, l'Altona entrò a far parte della Hamburg-Altonaer Fußball-Bundes, il campionato di calcio della zona di Amburgo e fu nel 1900 tra le squadre fondatrici della Federazione calcistica della Germania. Nel 1903 ospitò la finale del primo campionato di calcio patrocinato dalla DFB che fu vinto dal VfB Lipsia ai danni del DFC Prag. Per ironia della sorte la squadra non partecipò mai ad una finale del campionato raggiungendo come miglior risultato le semifinali nel 1903 e nel 1909.
Nel 1919 il team si fuse con l'Altonaer TS 1880 in un'unione che durò fino al 1922 e durante questo periodo esso fu noto con il nome di VfL Altona. A partire dalla scissione il club giocò come Altonaer FC 1893 VfL fino a quando cambiò nuovamente nome nel 1938 in Altonaer FC 93 Borussia, in seguito alla fusione con il Borussia 03 Bahrenfeld. Dalla fine della prima guerra mondiale fino alla fine della seconda, la compagine giocò continuamente nella massima divisione del paese e sotto il regime nazista giocò prima in Gauliga Nordmark e poi in Gauliga Hamburg.
Subito dopo la fine del secondo conflitto, l'Altona entrò a giocare in Stadtliga Hamburg (II) prima di venire promosso in Oberliga Nord. I migliori risultati di questo periodo furono due terzi posti nel 1954 e nel 1958 e l'eliminazione nelle semifinali di Coppa di Germania nel 1955 e nel 1964. Con la formazione della Bundesliga nel 1963, la squadra fu relegata a giocare in Regionalliga Nord (II), dove militò fino al 1968. Tra il 1969 e il 1981 giocò tra la terza e la quarta divisione prima di scivolare in Landesliga Hamburg/Hammonia (V); nel 1979 riprese ad usare la denominazione di Altona FC. Nel 1997 giocò una stagione in Regionalliga, ma i problemi finanziari costrinsero la società a retrocedere forzatamente in Verbandsliga Hamburg. Dal 2002 al 2008 la compagine ha militato in Oberliga Nord.

## Palmarès

### Altri piazzamenti
- Campionato tedesco:

Semifinalista: 1902-1903, 1908-1909
- Coppa di Germania:

Semifinalista: 1954-1955, 1963-1964
- Gauliga Nordmark:

Secondo posto: 1944-1945

## Statistiche e record

### Partecipazione ai campionati
| Livello | Categoria | Partecipazioni | Debutto   | Ultima stagione | Totale |
| ------- | --- | -------------- | --------- | --------------- | ------ |
| 1º      | A-Klasse / Verbandsliga / Norddeutsche Liga / Runde der 10 / Oberliga / Gauliga / Bereichsliga / Gauklasse / Stadtliga | 52             | 1895-1896 | 1946-1947       | 64     |
| 1º      | Oberliga | 12             | 1950-1951 | 1962-1963       | 64     |
| 2º      | Verbandsliga/Amateurliga                                                                                               | 4              | 1947-1948 | 1951-1952       | 9      |
| 2º      | Regionalliga | 5              | 1963-1964 | 1967-1968       | 9      |
| 3º      | Landesliga | 5              | 1968-1969 | 1973-1974       | 15     |
| 3º      | Oberliga | 9              | 1984-1985 | 1992-1993       | 15     |
| 3º      | Regionalliga | 1              | 1996-1997 | 1996-1997       | 15     |
| 4º      | Amateurliga / Landesliga / Verbandsliga                                                                                | 10             | 1971-1972 | 1977-1978       | 23     |
| 4º      | Oberliga | 8              | 1994-1995 | 2007-2008       | 23     |
| 4º      | Regionalliga | 5              | 2008-2009 | 2021-2022       | 23     |